# 川崎市立川崎高等学校・附属中学校
川崎市立川崎高等学校・附属中学校（かわさきしりつ かわさきこうとうがっこう）は、神奈川県川崎市川崎区中島三丁目に所在する公立高等学校・中学校。高校へはそのまま全日制普通科に進学できる。

## 概要
川崎市が2007年7月に策定した「市立高等学校改革推進計画」により、市立川崎高校はゆとりある6年間の学校生活と計画的・系統的な教育活動を目指すべく、併設型中高一貫校に改編されることとなった。2014年（平成26年）4月、川崎市立川崎高等学校附属中学校が開校。3学級編成。合わせて老朽化した高校校舎の改築工事が行われ、2014年8月に新校舎が竣工。附属中学校から高校普通科へは無選抜で進学可能。高校普通科は一貫校化後も現行の4学級規模を変えないため、中学校第1期生が高校1年に進学する際、外部からの普通科入学者数は1学級分に減少されることとなる。また、一貫校化後も生活科学科・福祉科および定時制課程は存続する。

### 定時制課程2部制化
定時制課程も生徒の生活様式の多様化に対応するため、同じく2014年度より昼間部を新規に開設して2部制に移行。昼間部の規模は従来よりの夜間部と同等の2学級分となる。

## 沿革
- 1911年 - 橘樹郡に川崎町立女子技芸補習学校として開校。
- 1922年 - 川崎町立実科高等女学校と改称。
- 1923年 - 川崎町立川崎実科高等女学校と改称。
- 1942年 - 川崎市立川崎高等女学校と改称した。
- 1948年 - 川崎市立川崎高等学校・定時制家庭科（昼・夜間部）、ならびに別科を設置。
- 1951年 - 現在地に移転。
- 1952年 - 川崎市立商業高等学校設立認可に伴い本校商業科全員を編入し本校商業科を廃止。
- 1994年 - 家庭科を生活科学科に学科改編。
- 1997年 - 福祉科を開設し、全日制普通科・生活科学科・福祉科、定時制普通科となる。
- 2003年 - 普通科を普通科総合選択制に改編。
- 2010年 - 同年度入学生より、普通科総合選択制を文・理系からなる普通科に改める。
- 2014年 - 川崎市立川崎高等学校附属中学校を新しく併設し、併設型中高一貫教育を開始すると同時に、定時制課程に昼間部を新設する。
- 2021年 - 高校普通科の募集を停止。

## 高等学校の設置課程
- 全日制
  - 生活科学科
  - 福祉科
  - 普通科総合選択制（2009年度入学生まで）
    - 地域社会学系
    - 情報科学学系
    - 芸術表現学系
    - 健康スポーツ学系
    - 国際コミュニケーション学系

## 交通
- 京急大師線 港町駅より徒歩10分[4]
- JR東海道本線・京浜東北線・南武線 川崎駅より
  - 川崎市バス 川10/川13/川15/川17に乗車、｢市立川崎高校前｣下車。

## 学園祭
- 文化祭は「神無祭」と呼ばれ9月に行われる。

## 地域との関わり
- 川崎市立高等学校合同芸術祭
  - 毎年1月 - 2月頃に、川崎市立の高等学校（市立川崎高、市立幸高、市立川崎総合科学高、市立橘高、市立高津高）が合同で行っている作品展示・吹奏楽演奏の総称。作品展示は川崎駅前タワー・リバーク3階の「アートガーデンかわさき」で、吹奏楽演奏は川崎ルフロンイベント広場で行われている。

## 著名な出身者

### スポーツ
- 大場達也（元プロ野球選手、東京ヤクルトスワローズ）
- 鈴木達矢（元サッカー選手）
- 齋藤学（サッカー選手、水原三星ブルーウィングス）
- 南月たいよう（SEAdLINNNG代表取締役、レフェリー、元女子プロレスラー）

### 芸能
- ジョニー大倉（歌手・俳優、元キャロル）
- 刀根麻理子（歌手・女優・エッセイスト）
- 尻無濱航（プロ雀士）

### その他
- 中里恒子（作家、芥川賞受賞）※旧制川崎実科高等女学校